# Kawiarnia Marianny Sędrakowskiej w Krakowie
Kawiarnia Marianny Sędrakowskiej – nieistniejąca już kawiarnia znajdująca się w Krakowie, w nieistniejącej już Kamienicy Tenczerowskiej, przy Rynku Głównym 31, na Starym Mieście. 
Została założona w latach 70. XVIII wieku i była pierwszą kawiarnią działającą w Krakowie. Jej lokal znajdował się na pierwszym piętrze nieistniejącej już Kamienicy Tenczerowskiej przy Rynku Głównym 31, na rogu z ulicą Szewską, na Starym Mieście.
Wygląd kawiarni znamy z opisu Józefa Mączyńskiego. Wnętrze kawiarni było skromne, składało się z dwóch izb. W pierwszej znajdowały się stoliki z przybitymi na łańcuszku trzema blaszanymi łyżeczkami, przeznaczone do spożywania napojów. W drugiej sali mieściła się kuchnia, w której pracowała Marianna Sędrakowska, właścicielka kawiarni. Był tam piec, pod którym ciągle palił się ogień. Właścicielka brała garnuszki z drewnianej półki przytwierdzonej do pieca i osobiście nalewała gościom kawę i śmietankę. Porcja kosztowała 3 grosze. 
Dzięki zarobkom ze sprzedaży kawy, Sędrakowska w 1775 roku wykupiła całą Kamienicę Tenczerowską za 14 500 złp..